# Arçais
Arçais ist eine französische Gemeinde mit 604 Einwohnern (Stand: 1. Januar 2022) im Département Deux-Sèvres in der Region Nouvelle-Aquitaine. Sie gehört zum Arrondissement Niort und zum Kanton Frontenay-Rohan-Rohan. Die Einwohner werden Arçaisien(ne)s genannt.

## Geographie
Arçais liegt in der Landschaft Venise Verte, einem Teil des Marais Poitevin, am Canal de La Grande Rigole. Im Norden der Gemeinde verläuft der Fluss Sèvre Niortaise. Das Gemeindegebiet liegt im Regionalen Naturpark Marais Poitevin. Umgeben wird Arçais von den Nachbargemeinden Saint-Sigismond im Norden, Le Mazeau im Nordosten, Le Vanneau-Irleau im Osten, Saint-Georges-de-Rex im Südosten, Saint-Hilaire-la-Palud im Süden und Westen sowie Damvix im Nordwesten.

## Bevölkerungsentwicklung

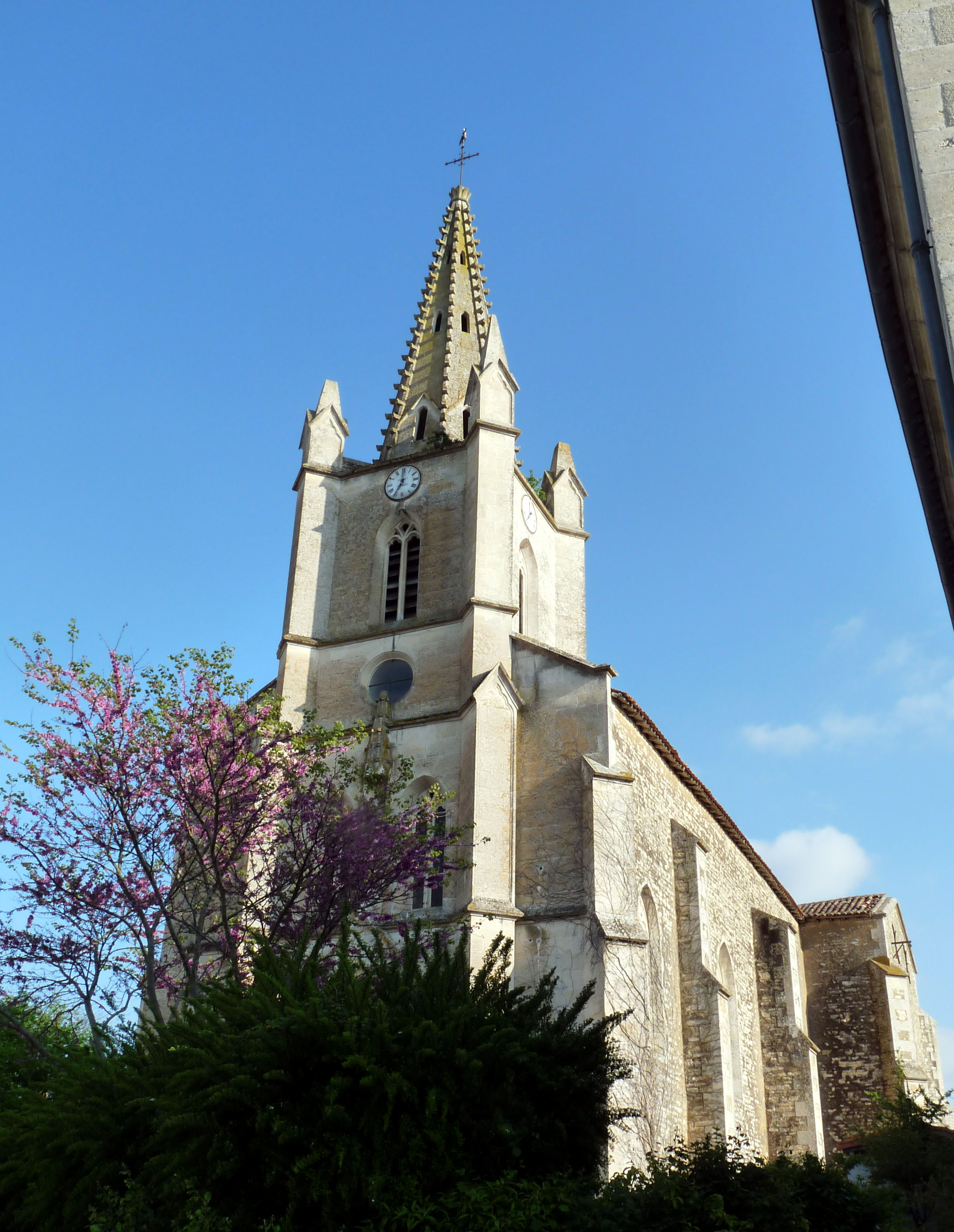
Kirche Saint-Cyr

| Jahr                      | 1962 | 1968 | 1975 | 1982 | 1990 | 1999 | 2006 | 2012 |
| Einwohner                 | 759  | 718  | 653  | 524  | 560  | 572  | 636  | 606  |
| Quelle: Cassini und INSEE |      |      |      |      |      |      |      |      |

## Sehenswürdigkeiten
- Kirche Saint-Cyr